# Триумф Вакха (картина Веласкеса)
«Триумф Вакха» — картина Диего Веласкеса, известная также под названием «Пьяницы». Считается одной из вершин его раннего периода. Ныне хранится в музее Прадо.
Картина, изображающая попойку Вакха в окружении пьянчуг, была написана Веласкесом во время пребывания в Мадриде перед первым путешествием в Италию по заказу Филиппа IV, заплатившего автору за работу 100 дукатов. На создание картины несомненно повлияло изучение Веласкесом королевской коллекции итальянской живописи, в частности, обильное использование в ней обнажённой натуры и мифологических сюжетов.

## Описание
На картине Вакх изображён в человеческом обличье, восседающим в центре небольшой пирушки и выделяющимся среди собутыльников более светлой кожей. Примечательно, что кроме полуобнажённой фигуры слева от Вакха, прочие участники показаны в обычной одежде испанских бедняков XVII века. Вакх, считавшийся в барочной литературе аллегорией освобождения человека от рабства повседневной жизни, представлен божеством, вознаграждающим людей вином за их тяготы.
Композиция картины делится на две части. Слева доминирует светлая фигура Вакха, чья расслабленная поза вызывает реминисценции с Христом в сценах Страшного суда, также обычно изображавшимся сидящим и обнажённым до пояса. Вакх с персонажем слева показаны в традиционных свободных одеждах, типичных для картин на мифологические темы. Идеализация образа божества подчёркивается освещением его лица, выполненным в стиле классицизма. Собутыльники Вакха справа, представленные обычными бродягами, приглашающими зрителя присоединиться к весёлой попойке, выполнены с испанским колоритом, живо напоминающим работы Хосе де Риберы. Их простые, потрёпанные жизнью лица показаны без всякой идеализации, и во всей группе выделяется лишь коленопреклонённый перед божеством юноша с мечом и в более приличной одежде. Свет Вакха не переходит на вторую половину картины, и его темнокожие спутники изображены с использованием светотени.
Реалистическая обработка мифологического сюжета, применённая Веласкесом в этой работе, впоследствии использовалась им неоднократно. На картине присутствует ряд элементов реализма, например бутылка и кувшин у ног божества, контрастирующие на фоне его яркого тела, что придаёт им рельефность и текстуру, создавая подобие натюрморта. Эти предметы имеют заметную схожесть с посудой на картинах севильского периода Веласкеса, и сочетание элементов натюрморта с жанровой живописью неоднократно появляется в его севильских бодегонах.
Тема триумфа Вакха часто встречается в живописи Возрождения. Самый известный вариант данной иконографии — «Вакх и Ариадна» Тициана (также из коллекции испанского короля). Обычно Вакх изображался на колеснице, запряженной леопардами, сопровождаемый свитой сатиров и гуляк, а также своим верным спутником Силеном, поэтому оригинальная трактовка темы Веласкесом может придавать названию картины ироничный характер.
Несомненным вдохновением для Веласкеса послужили работы Караваджо на религиозные темы, в которых центральная фигура в традиционном иконографическом одеянии комбинировалась со вспомогательными персонажами в современной художнику одежде, а также натуралистичные портреты персонажей из античности Хосе де Риберы, иногда изображаемые в образе бродяг. Британский художник Марк Уоллингер считает, что «Триумф Вакха» предвосхитил «Менины», благодаря оригинальному использованию прямого взгляда персонажей на зрителя, делающего того соучастником происходящего действа.